# SIAI-Marchetti SM.1019
O SIAI-Marchetti SM.1019 foi uma aeronave monoplana italiana com capacidade STOL construída pela SIAI-Marchetti para o Exército Italiano, sendo baseada no Cessna O-1 Bird Dog.

## Projeto

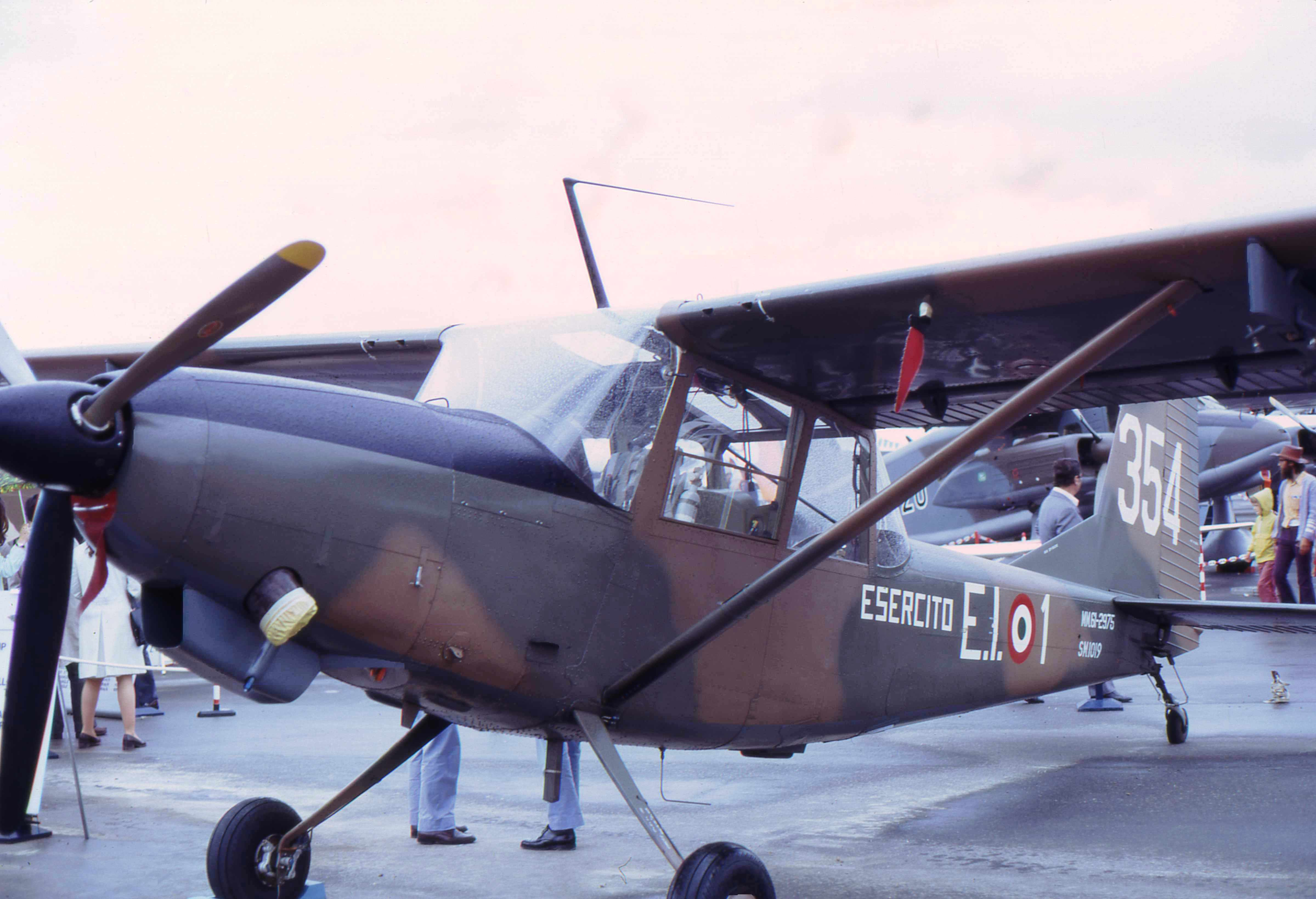
O SM.1019A nas cores do Exército Italiano

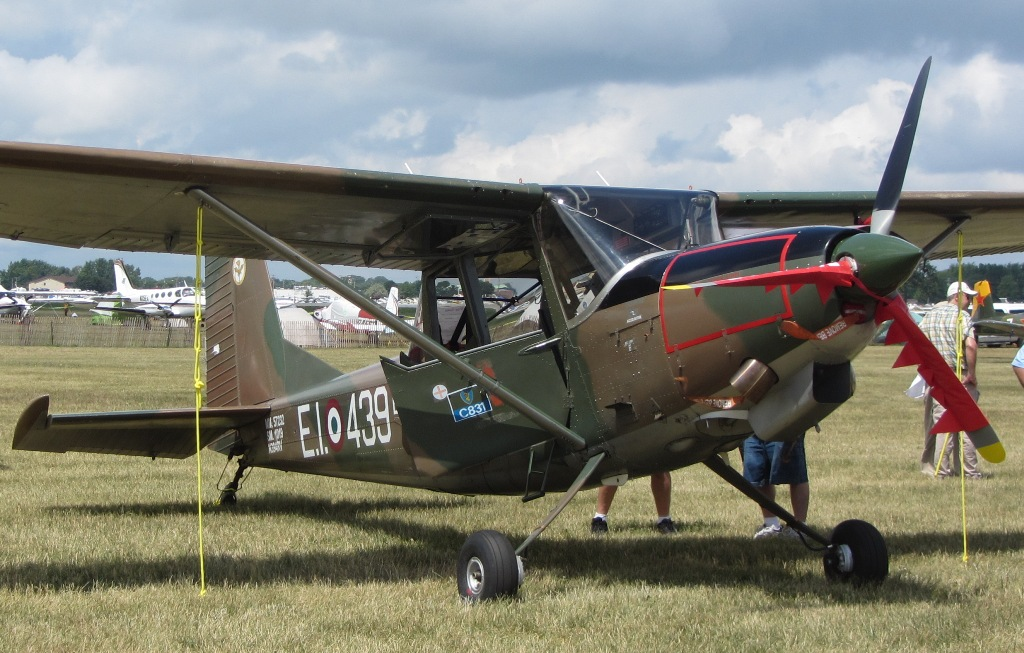
SIAI-Marchetti SM.1019

Para cumprir um requisito do Exército Italiano de uma aeronave com curta distância de decolagem, a SIAI-Marchetti modificou o projeto do Cessna 305A/O-1 Bird Dog com um motor turboélice novo e uma cauda revisada. O protótipo voou pela primeira vez em 24 de Maio de 1969 com um motor de 317 hp (236 kW), Allison 250-B15C. Além do SM-1019, foi avaliado também o Aermacchi AM.3, sendo o SM-1019 vencedor, sendo solicitada a produção de 80 aeronaves.

## Versões
SM.1019
Protótipo com motor de 317hp (236kW), Allison 250-B15C. Apenas um construído.
SM.1019A
Versão de produção com o motor Allison 250-B15G de 400hp, reduzido para 317hp. 81 aeronaves construídas.
SM.1019B
Versão de produção com o motor de 400hp (298kW), Allison 250-B17B, designado SM.1019E.I pelo Exército Italiano. Quatro aeronaves construídas.

## Sobreviventes
- SM.1019A em exibição no Museo Parco Velivoli Storici, San Possidonio, Itália.
- SM.1019A em exibição no Museo Storico della Motorizzazione Militare, Roma, Itália.
- SM.1019 número de série 009, aeronavegável e voando com regularidade na Austrália, matrícula VH-PAC.
- SM.1019 número de série 012, N992BB, aeronavegável e voando com regularidade nos Estados Unidos, (vista no AirVenture 2015)[4][5]

## Operadores
Itália
- Exército Italiano

 Somalia
- Força Aérea da Somália – 6 em 1981, todos aposentados